# Ophiocamax austera
Ophiocamax austera är en ormstjärneart som beskrevs av Addison Emery Verrill 1899. Ophiocamax austera ingår i släktet Ophiocamax och familjen knotterormstjärnor. Inga underarter finns listade i Catalogue of Life.